# Matilde Cantos
Matilde Cantos Fernández, née à Grenade en 1898 et morte à Fuente Vaqueros (Andalousie) en 1987, est une militante républicaine et féministe espagnole qui fut longtemps exilée au Mexique pendant le franquisme. 

## Biographie
Fille unique, très tôt consciente des problèmes sociaux de son époque, elle commence son activité militante à Grenade, en publiant des articles d'opinions dans le Noticiero Granadino.
Elle se lie d'amitié avec les figures intellectuelles de Grenade, comme Federico García Lorca, Manuel Ángeles Ortiz, Ángel Barrios, Antonio Gallego Burín ou Emilio Orozco. 
En 1928, elle s'installe à Madrid et adhère au Parti socialiste ouvrier espagnol (PSOE). Au   retour de la République, elle intègre l'administration des prisons dirigée par Victoria Kent. En 1933, elle intègre le Comité National des Femmes contre la Guerre et le Fascisme, présidée par Dolores Ibárruri, La Pasionaria.
Elle participe aux activités de l'Union générale des travailleurs (UGT) et du PSOE en tant que membre du Secrétariat féminin. Elle collabore étroitement avec Francisco Largo Caballero, Julián Besteiro, Victoria Kent, Indalecio Prieto, Clara Campoamor et Juan Negrín tout au long de la Deuxième République et de la guerre d'Espagne. En mai 1936, elle est désignée grande électrice pour l'élection de Manuel Azaña comme président de la République.
Pendant la guerre, Matilde Cantos aide à l'organisation de l'intendance lors du siège de Madrid et parcourt le front pour encourager les combattants. Elle participe avec Rafael Alberti et Miguel Hernández aux meetings que les miliciens de la culture organisent à Madrid.
En 1937, à Paris, elle représente le PSOE au Congrès mondial des Femmes contre la guerre et le fascisme.
En 1938, elle est nommée inspectrice générale des prisons et directrice de l'Institut d'études pénales de Barcelone.
À la chute de la République, elle doit s'exiler comme des milliers d'autres lors de la Retirada de 1939. Elle vit à Paris, à Limoges et à Marseille. En 1940, l'invasion de la France par Hitler l'oblige à embarquer pour Casablanca avec le Mexique pour destination finale.
De 1941 à 1968, elle vit en exil au Mexique et continue le combat contre le franquisme, en tant que journaliste, féministe et militante.
En avril 1968, malgré le danger, elle décide de revenir en Espagne. Elle est arrêtée à l'aéroport de Madrid-Barajas, mais finalement remise en liberté ensuite. En août 1969, elle décide de s'installer définitivement en Espagne, à Grenade.
Elle maintient, dans la clandestinité, une vie politique active, en intégrant la vie sociale et culturelle de la ville. Elle milite en faveur du retour de la démocratie et pour l'autonomie de l'Andalousie.
Elle meurt le 24 novembre 1987 dans la maison de retraite de «Los Pastoreros», à Fuente Vaqueros, ville où elle repose.

## Postérité
En 1998, son autobiographie Cartas de doña Nadie a don Nadie (lettres de dona Nadie à don Nadie), où Matilde Cantos relate sa vie sous forme épistolaire, est publiée.
En 2009, le centre d'insertion sociale Matilde Cantos Fernández, du ministère de l'Intérieur, est inauguré à Grenade, ainsi qu'une école dans la ville de Chauchina dans la province de Grenade.  
Sa vie et son œuvre ont inspiré le roman La renta del dolor d'Antonio Lara Ramos.